# Place de la République (Fontainebleau)
Pour les articles homonymes, voir Place de la République.
La place de la République, parfois communément place du Marché, est une place piétonne située à Fontainebleau, en France. Elle est devenue un espace central dans les activités bellifontaines accueillant notamment le marché traditionnel. Sa superficie fait d'ailleurs d'elle la plus grande place de la ville. Son histoire est successivement marquée par deux halles couvertes, aujourd'hui disparues au profit d'un espace ouvert.

## Situation et accès
La place est située dans le centre-ville de Fontainebleau et est adjacente à la rue Grande sur son côté sud-est-est, la rue de la Paroisse sur son côté sud-sud-ouest et la rue des Pins qui longe son côté ouest-nord-ouest. Son côté nord-nord-est est bordé par des habitations et une galerie marchande au rez-de-chaussée.
Anciennement, avant sa rénovation, la place était aussi traversée par la rue du Commissaire-Calas (nommée en référence au commissaire et résistant Auguste Calas), voie disparue depuis. L'accès aux véhicules motorisés est possible mais réservé et se fait au niveau de la rue Grande, au niveau de l'ancien accès à la rue du Commissaire-Calas.

## Odonymie
Dans la première moitié du XIXe siècle, la place porte le nom de place du Palais-de-Justice, le tribunal étant alors installé dans le bâtiment de la Mission. Cette institution transférée dans l'actuel palais de justice en novembre 1853, le maire, Louis-Théodore Debonnaire de Gif, décide en juillet 1855 de renommer l'espace en place Centrale. La place s'appelle également place du Marché de manière informelle.

## Histoire

### Place publique

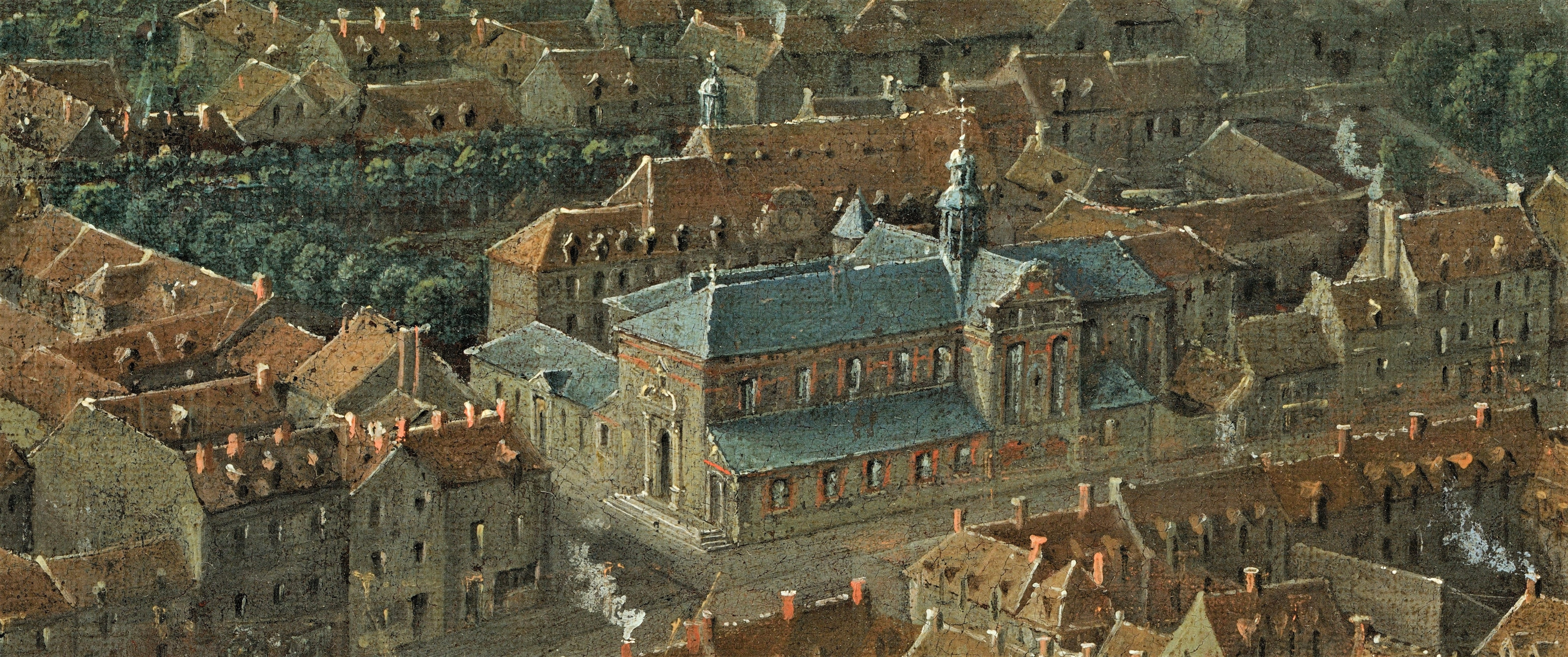
Détail du tableau Vue du Château de Fontainebleau (1723) par Pierre-Denis Martin.

Après avoir été le jardin de la Mission, l'espace devient une place publique. Au XIXe siècle, à l'emplacement de la future première halle, la place est par ailleurs la seule du centre-ville à être plantée d'arbres.

### Première halle du marché
La place, historiquement celle du marché, a accueilli entre 1881 et 1935, une halle métallique de 95 m de long sur 26 m de large, avec une surface exploitable de 2 500 m2.
Cette halle est construite assez rapidement et fin novembre 1881, on précipite les commerçants pour l'ouverture du marché, le 26 du même mois.
Lors de sa construction, en mai 1881, un accident survient : la corde d'une des chèvres employées au montage des pièces de fonte se casse, faisant renverser la chèvre et blessant un ouvrier. Et parallèlement, des doutes sur la solidité de l'édifice sont apparus. Ils ont ainsi été présentés par un des membres du conseil municipal lors de la session du 23 août 1881, où le maire a rappelé les responsabilités incombées et a prévenu sur une examination de la structure avant son ouverture. Une visite détaillée est alors effectuée par une commission, à laquelle participe l'ingénieur des ponts et chaussées Ernest François Loiseleur (1855-1913), qui, dans un procès-verbal circonstancié, déclare n'y trouver aucun défaut. Toutefois, des verres se sont détachés le 21 novembre, avant son ouverture.

Vues entre la fin du XIXe siècle et le milieu du XXe siècle
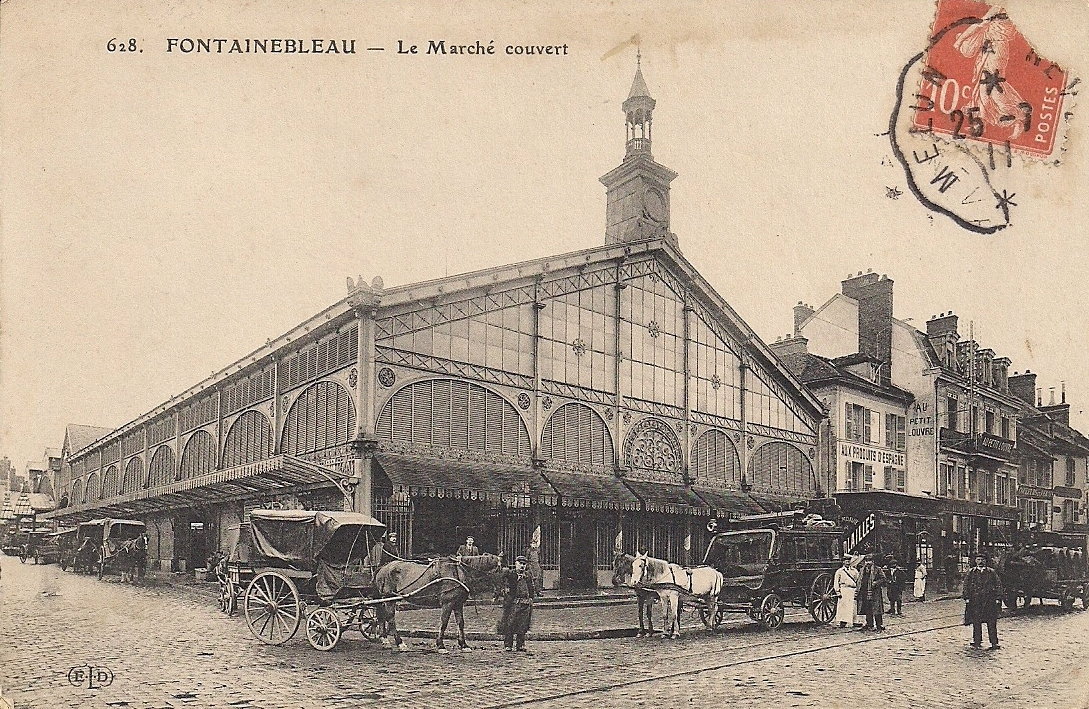
La halle métallique du marché vue depuis la rue Grande, vers 1911.
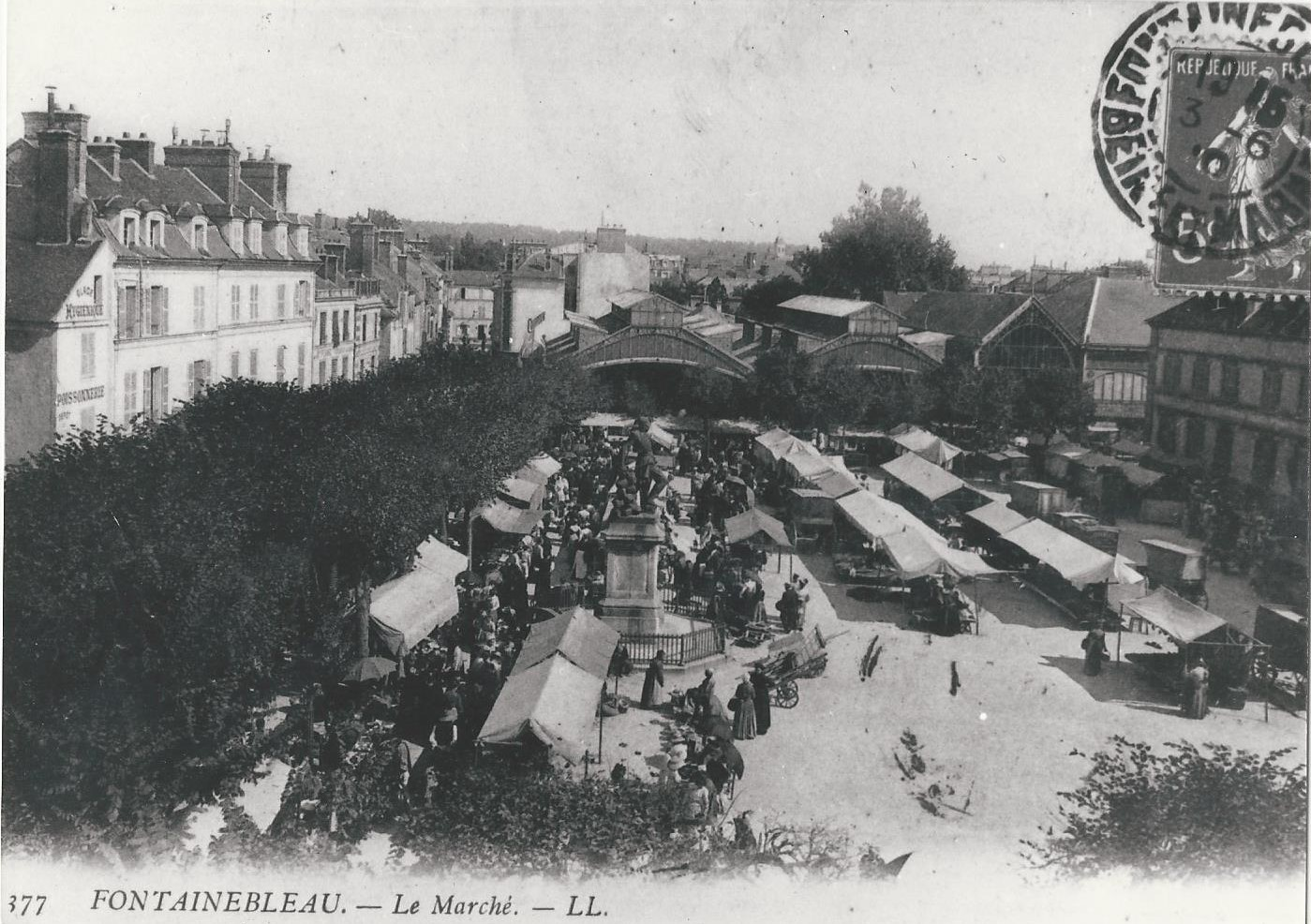
Marché sur la place, au tournant du XXe siècle.
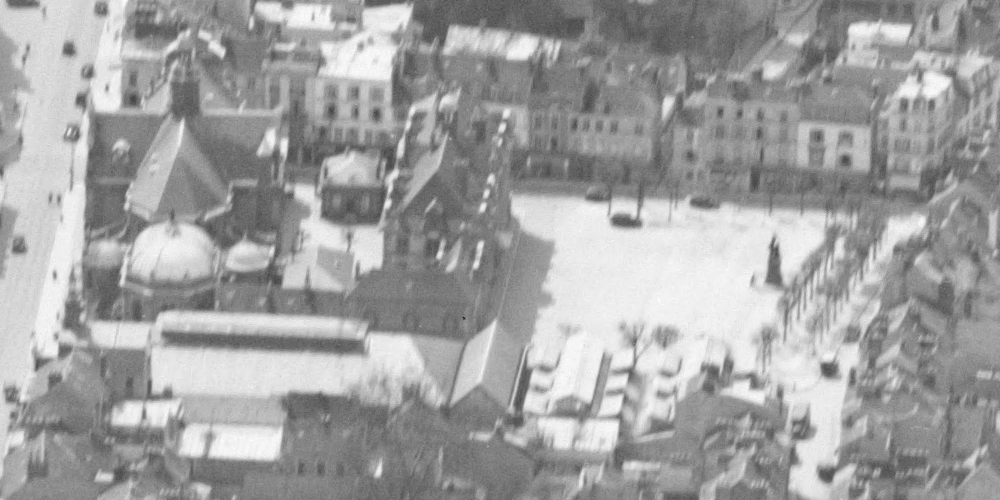
Vue aérienne de la place, en avril 1935.

### Commissariat de police
Avec l'accroissement de l'activité des services policiers, les locaux de l'hôtel de ville où ils siègent alors deviennent exigus. Un nouveau commissariat est ainsi installé dans les immeubles aux nos 11 et 13 et ouvre le 1er mars 1944. Il y opère jusque dans les années 2020 où, du fait de la vétusté de ces locaux, il est décidé un transfert le bâtiment Philardeau de l'hôpital.

### Halle Esquillan
En 1941, sous la direction de Nicolas Esquillan, une nouvelle halle est réalisée, dont la coupe est imaginée dès 1936 par l’entreprise Boussiron. L'aménagement de ce nouveau marché provoque le déplacement de la statue du général Damesme qui trônait sur la place, vers la place Damesme, devant la caserne du même nom, avant d'être définitivement retirée à la suite de la mobilisation des métaux non ferreux sous l'Occupation.
La halle constitue l'un des rares édifices d’Île-de-France élevés pendant la Seconde Guerre mondiale. Caractérisée par la minceur de sa voûte et de ses piliers en béton, ou encore par l'élégance de ses formes et de ses pavés de verre Saint-Gobain, la halle de marché de la place de la République est considérée comme un « exploit technique » et un « chef-d’œuvre méconnu » d'Esquillan par l'historien Alexandre Gady. La démolition de cet ouvrage, décidée par la mairie en 2012, donne lieu à de nombreuses contestations. À tel point que prévue le 5 mars 2013, elle est reportée ; la halle est finalement rasée le 23 septembre 2013, dès 8 h, par deux pelleteuses,.

Halle Esquillan et sa démolition
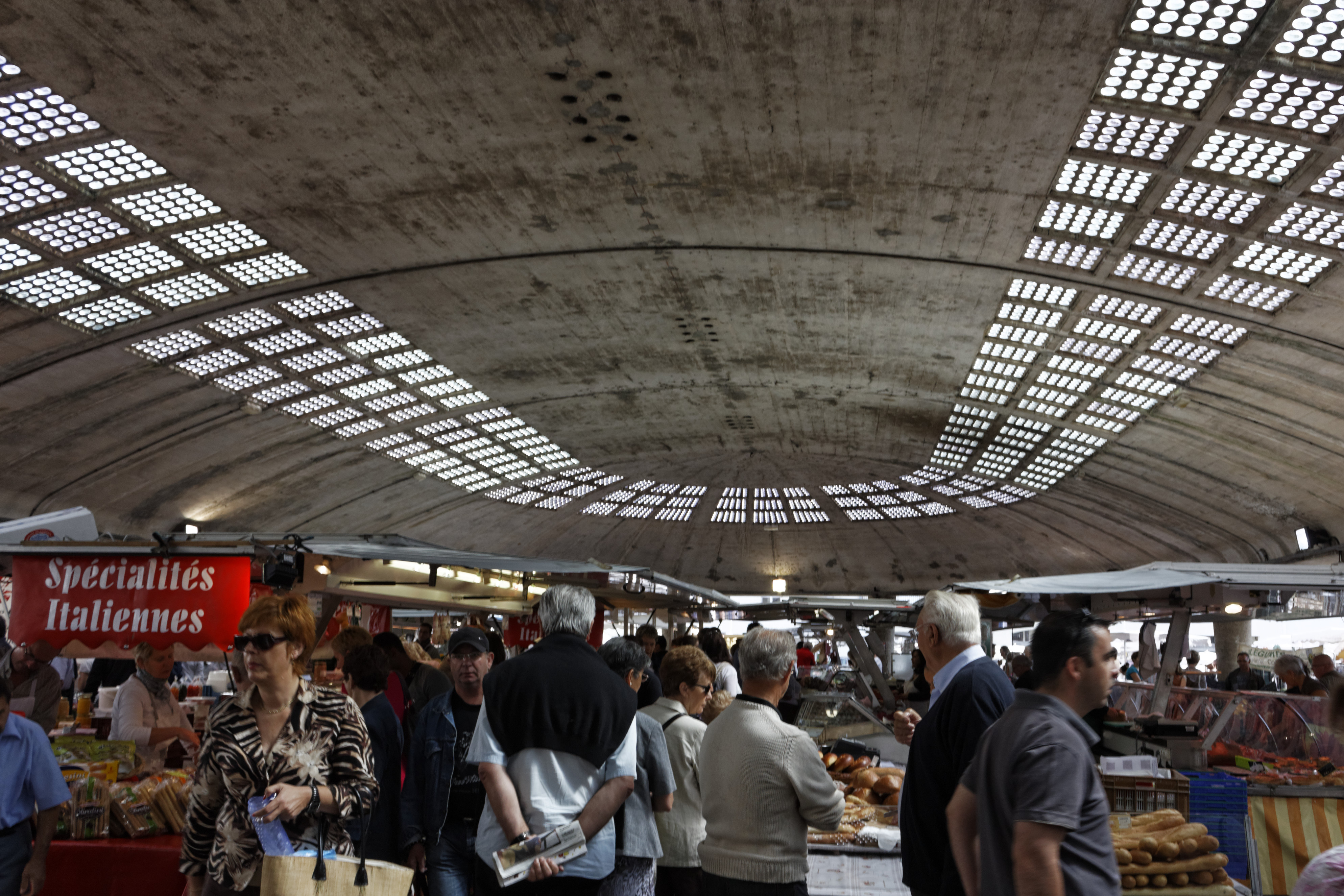
En juillet 2012.
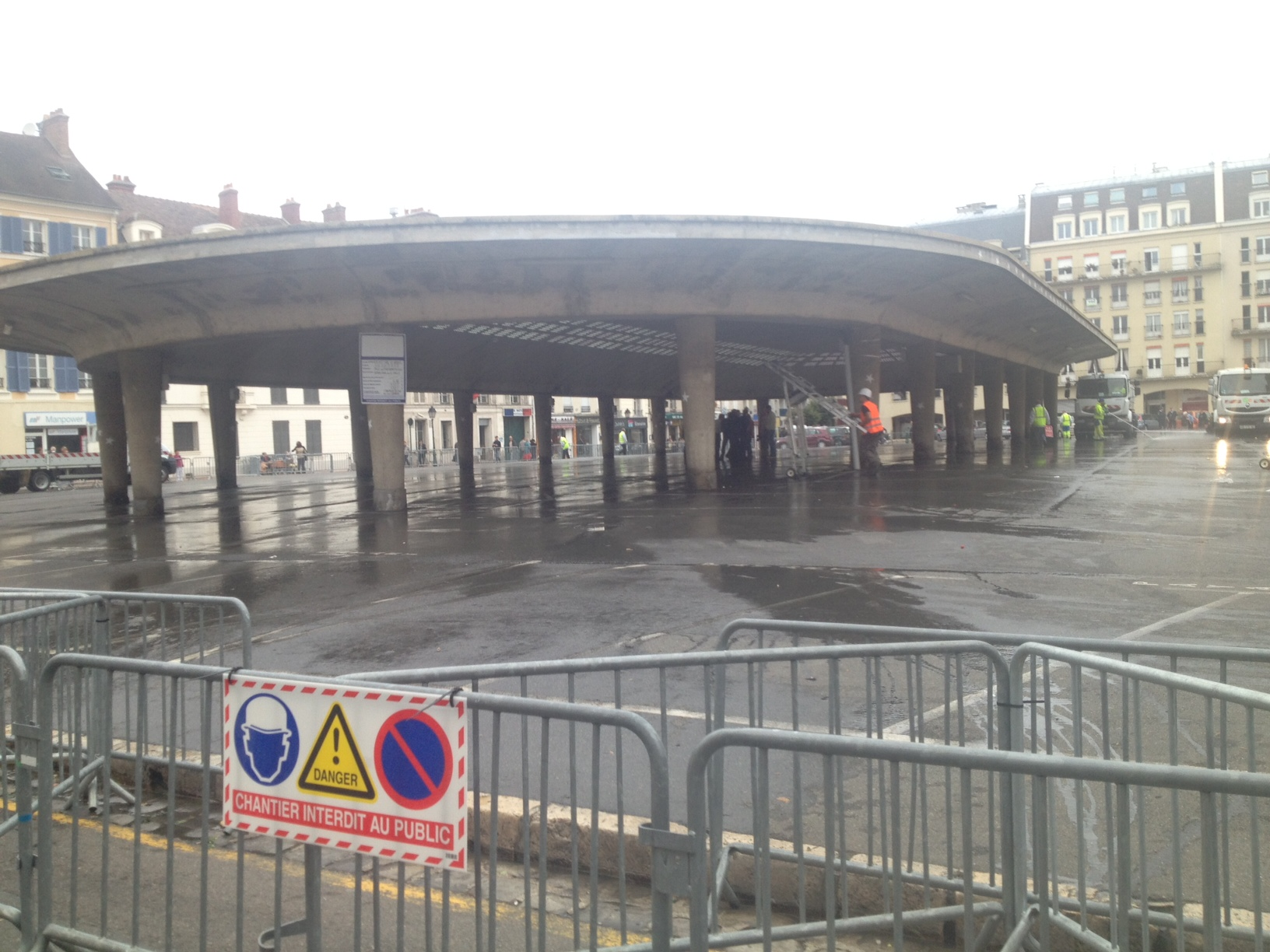
En septembre 2013.
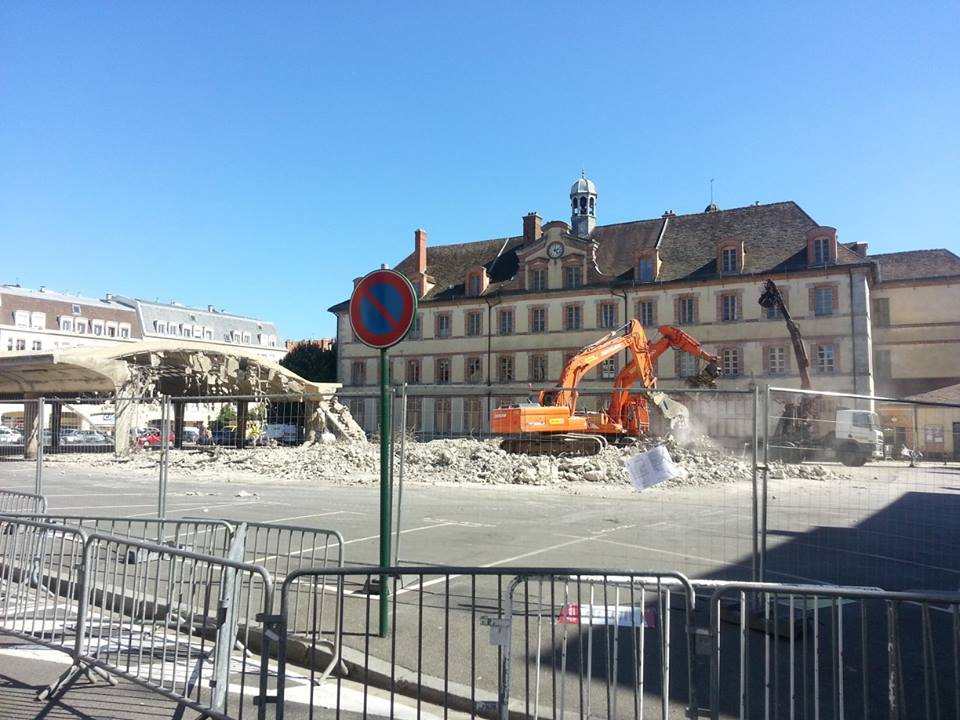
En cours de démolition, en octobre 2013.

### Place moderne

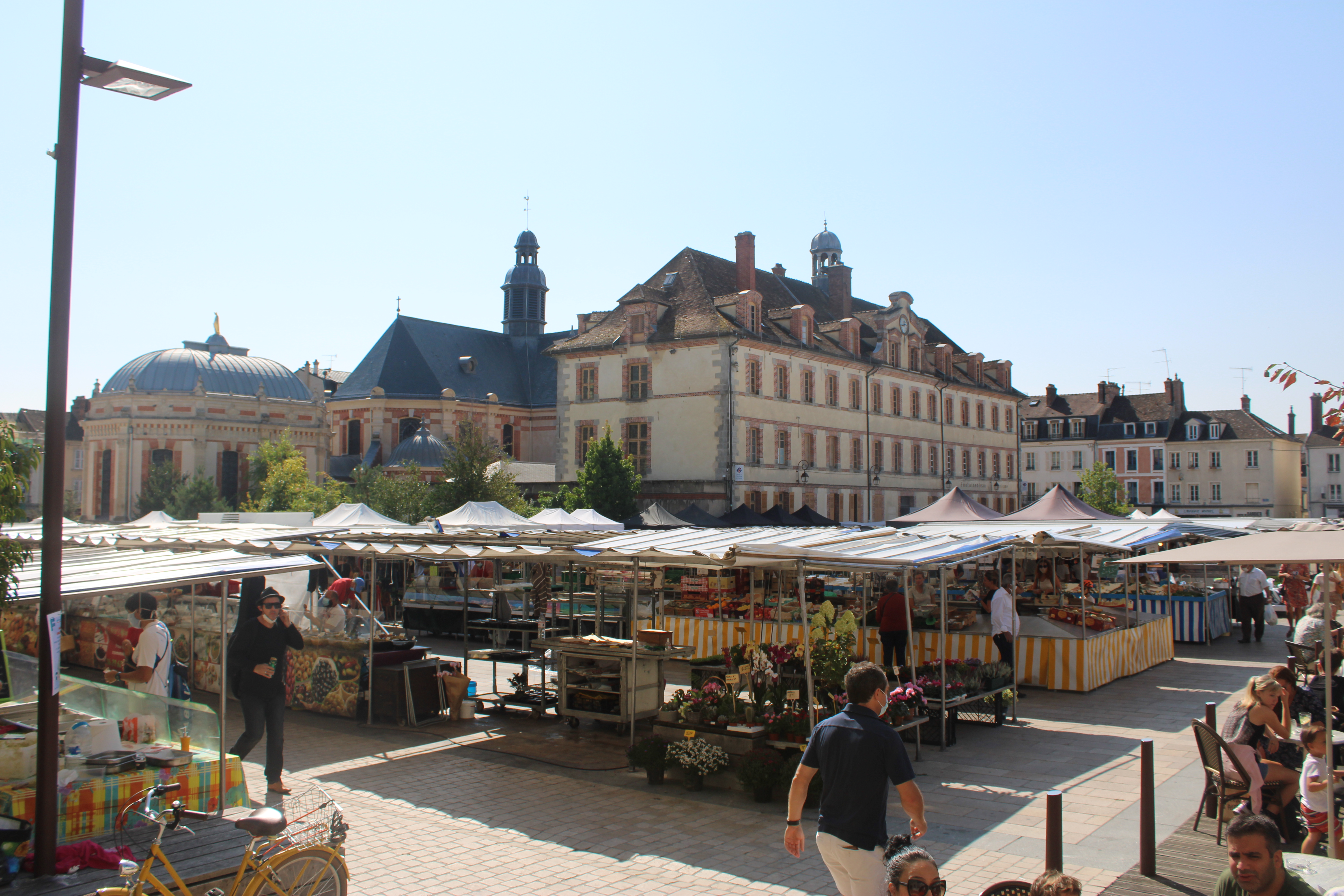
Les allées du marché Saint-Louis un dimanche matin. En arrière plan, l'église Saint-Louis à gauche et le bâtiment de la Mission au centre.

En 2016, après des travaux importants sur tout le secteur, une nouvelle place réaménagée et polyvalente voit le jour pour un renouveau du centre-ville. La place est devenue une grande zone piétonnière bordée de végétation, avec des jets d’eau modernes, de nouveaux bancs et une aire de jeux. La place est officiellement inaugurée le 12 mai 2017. L'office de tourisme est déplacé le 12 juillet 2017, de la rue Royale au rez-de-chaussée du bâtiment de la Mission. Le marché, étant délocalisé sur le parking du château (Boufflers) le temps des travaux, reprend son emplacement originel sur la place le 23 mai 2017. Une boîte à livres y est installée et inaugurée le 20 février 2019 par Frédéric Valletoux.

## Bâtiments remarquables et lieux de mémoire

### Bâtiment de la Mission
Trônant remarquablement sur la place, le bâtiment de la Mission, datant du XVIIe siècle, est un édifice religieux, municipalisé sous la Révolution, puis partagé entre la municipalité et la cure depuis le XIXe siècle à la suite de longues négociations. Le bâtiment est par ailleurs partiellement inscrit monument historique depuis 1949.

### Square du Commissaire-Auguste-Calas

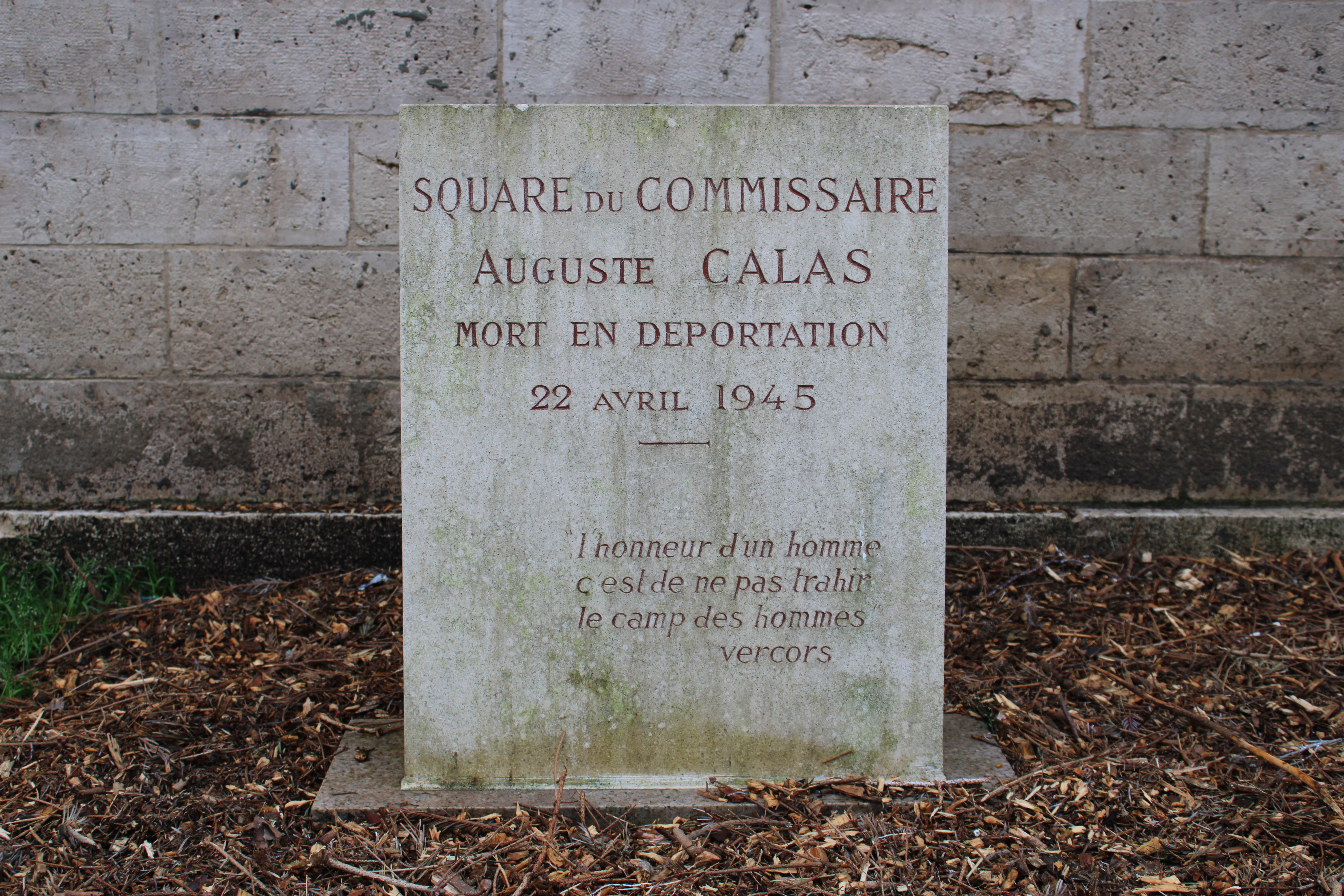
Plaque commémorative du square.

Le square, installé en contrebas du presbytère et de l'église, est nommé en hommage au commissaire Auguste Calas, arrêté le 19 septembre 1943 par la Gestapo, déporté à Romainville, Compiègne, puis quitte la France pour Buchenwald, Flossenbürg et enfin Carlsbad, où il est abattu le 22 avril 1945. Une plaque y honore sa mémoire, portant l'inscription « Square du Commissaire Auguste Calas mort en déportation 22 avril 1945 » suivie des vers « l'honneur d'un homme / c'est de ne pas trahir / le camp des hommes / Vercors ». Une autre plaque est apposée sur le mur du commissariat, du côté ouest de la place.

### Europe et le Taureau
La statue en bronze Europe et le Taureau de Michael Jastram est inaugurée le 8 mai 2019 par Frédéric Valletoux, maire de la ville, en présence de l'artiste. Dans une entrevue accordée au journal lycéen de François-Ier, ce dernier déclare que chacun doit « apporter quelque chose à l'Europe » et que cette statue, qu'il place « au cœur de l'Europe » est pour lui l'occasion de faire son devoir de « citoyen européen ». L'installation de l'œuvre d'art, dont il n'offre à la Ville qu'une partie du coût total (53 500 €), provoque une polémique au sein du conseil municipal et plus particulièrement dans l'opposition.

## Événements

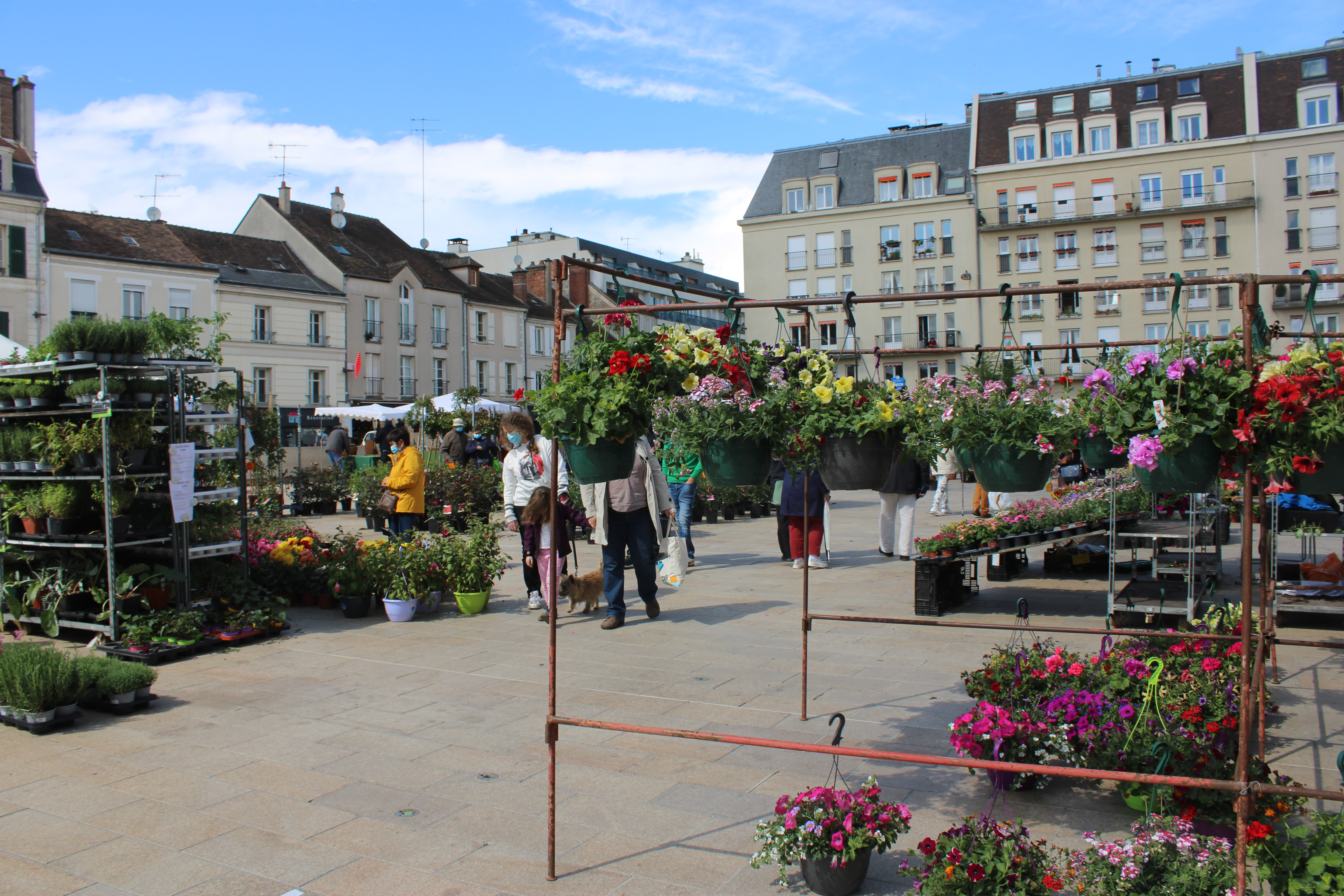
Les Naturiales sur la place, en 2021.

La place accueille, tous les mardis, vendredis et dimanches, le marché en plein air avec plus d’une centaine de commerçants alimentaires et non alimentaires offrant des produits variés. En 1996, ce marché reçoit la distinction de « Marché d’exception » par le Conseil national des arts culinaires.
Au-delà d’une interface commerciale, la centralité, la vasteté ainsi qu’évidemment la piétonnisation y assurent un terrain d’événements socioculturels. La fête de la musique (21 juin) est notamment célébrée chaque année avec des concerts. Événement plus exclusif, Les Naturiales y tiennent place au moins de mai : il s’agit d’une exposition annuelle dédiée à la nature et à l’environnement dans le but de sensibiliser le public au patrimoine écologique et aux enjeux du développement durable.
La place devient parfois un terrain pour faire du sport (par exemple, la cérémonie d’ouverture du 1er tournoi international militaire de tir à l’arc, le 18 juillet 2017) ou bien le célébrer et regarder (fan zone avec écran géant établie pour les supporters lors de la finale de la Coupe du monde de football 2018, le 15 juillet 2018),. Y sont également organisées des cérémonies officielles (intronisation de la nouvelle commissaire de police de la circonscription de Fontainebleau, le 3 juillet 2019) et municipales (hommage à Samuel Paty, le 19 octobre 2020),. Enfin, la place devient aussi l’écho de la culture religieuse locale en étant traversée par des processions (chemin de croix, le 7 avril 2023).

## Représentations culturelles

### Cinéma
- 1979 : Coup de tête de Jean-Jacques Annaud (apparition brève dans la mise en place de l'intrigue, entre la 7e et 8e minute du film)[34]. On y voit François Perrin (Patrick Dewaere), près d'un des piliers de la halle Esquillan, partager une pause-déjeuner avec des travailleurs immigrés et allumer une cigarette. Fontainebleau fait partie avec Paris, Auxerre, et Meaux, des lieux de tournage du film et forme avec ces villes la commune imaginaire de Trincamp, où se déroule l'intrigue[35].